# Guerra del Peloponneso
(Tucidide, La guerra del Peloponneso, I, 1, 2)
La guerra del Peloponneso, o seconda guerra del Peloponneso per distinguerla da un conflitto antecedente, durò all'incirca 27 anni, dal 431 a.C. al 404 a.C., e vide interessate le due maggiori potenze greche: Atene e Sparta.
Gli storici hanno diviso la guerra in tre fasi.
Nella prima, la fase Archidamica, Sparta effettuò continue incursioni contro l'Attica, mentre Atene utilizzava la propria potente flotta per colpire le coste del Peloponneso. Questo periodo di scontri si concluse nel 421 a.C. con la firma della pace di Nicia. Nonostante il re Archidamo II fosse morto nel 427 a.C., la fase prende comunque il suo nome per il mantenimento della strategia da esso adottata.
La pace durò poco, infatti risale al 415 a.C. la spedizione ateniese in Sicilia, evento disastroso per le forze della Lega delio-attica (costituita da Atene e da varie città-stato greche nel 478-477 a.C., durante la fase conclusiva delle guerre persiane), tanto da rinnovare il contrasto tra le due coalizioni greche che si contendevano l'egemonia.
Nel 413 a.C. ebbe inizio la fase Deceleica, caratterizzata dall'intenzione spartana di fomentare moti di ribellione tra le forze sottoposte ad Atene; questa strategia, unita agli aiuti economici provenienti dalla Persia e a diversi errori strategici da parte di Atene, portò nel 404 a.C. alla vittoria della Lega peloponnesiaca, dopo la battaglia navale di Egospotami.
La guerra del Peloponneso cambiò il volto della Grecia antica: Atene, che dalle guerre persiane aveva visto crescere enormemente il proprio potere, dovette sopportare alla fine dello scontro con Sparta un gravissimo crollo e riconoscere l'egemonia del Peloponneso. Tutta la Grecia interessata dalla guerra risentì fortemente del lungo periodo di devastazione, sia dal punto di vista della perdita di vite umane sia da quello economico e, proprio per questo motivo, il conflitto viene considerato come evento finale del secolo d'oro della civiltà ellenica; Atene, in particolare, non avrebbe mai più recuperato la sua antica prosperità.
Fonte fondamentale per la ricostruzione storica rimane l'imponente opera di Tucidide, la Guerra del Peloponneso. Lo storico ateniese concluse però la trattazione della guerra con la battaglia di Cinossema (411 a. C.). Della fase finale dello scontro danno conto le Elleniche di Senofonte, il quale continuò l'esposizione del conflitto da dove Tucidide l'aveva interrotta.

## Preludio
Dopo la fine della politica di Cimone e l'assassinio di Efialte, la guida politica passò nella mani di Pericle, il che permise ad Atene di effettuare in chiave anti-spartana un'alleanza con Argo e con la Tessaglia, così da poter disporre di un potente esercito e di una cavalleria formidabile, oltre che della flotta più potente dell'Egeo. Fu siglata la pace di Callia con l'impero persiano e la protezione fornita a Megara scaturì nell'edificazione delle mura di collegamento fino al porto di Nisea e nell'insediamento di una guarnigione ateniese.
Atene, al riparo sul fronte orientale, dopo la non felice spedizione greca in Egitto, godeva del controllo dei passi che portavano dal Peloponneso in Attica e verso Argo. Se la situazione non disturbava direttamente Sparta, impegnata nella terza guerra messenica, era di notevole intralcio a una sua potente alleata, Corinto, che assieme ad Egina si trovò costretta a difendere i propri interessi commerciali.
Infatti l'aiuto garantito alla concorrente Megara e i continui disagi posti dalla presenza ateniese nei mari costrinsero le due città aiutate da Epidauro a ribellarsi, ma la flotta peloponnesiaca perdette ben 70 navi ed Egina fu messa sotto assedio nel 459 a.C. Così l'anno dopo Corinto inviò un contingente militare per assediare la città concorrente, ma il pronto intervento dello stratega ateniese Mironide, con il suo esercito di veterani ed efebi, fu fatale. Il prestigio di Atene era al massimo splendore, grazie alle alleanze e alle vittorie contro Corinto, l'assedio a Egina e il momentaneo successo della campagna in Egitto. Fu in questo momento che vennero erette le Lunghe Mura difensive che collegavano Atene al Pireo e alla baia del Falero, formando una fortezza triangolare.
La fine dell'assedio al monte Itome, con il rilascio degli assediati, permise agli efori di cercare alleati in Beozia, contrastando il legame di Atene con i tessali. L'intervento spartano permise a Tebe di riprendere il suo ruolo di leader militare nella regione, perso dopo le guerre persiane e la dissoluzione della lega beotica. L'occasione si ebbe con la richiesta di aiuto della Doride attaccata dai focesi; Nicomede, reggente di Plistoanatte (ancora fanciullo), vi trasferì 1 500 spartani e 10 000 opliti peloponnesiaci. Durante il trasferimento i nemici di Pericle gli chiesero di attaccare la città, quasi sguarnita, invece lo stratega riuscì a recuperare 13 000 uomini, di cui 1 000 argivi, unendoli alla cavalleria tessala.

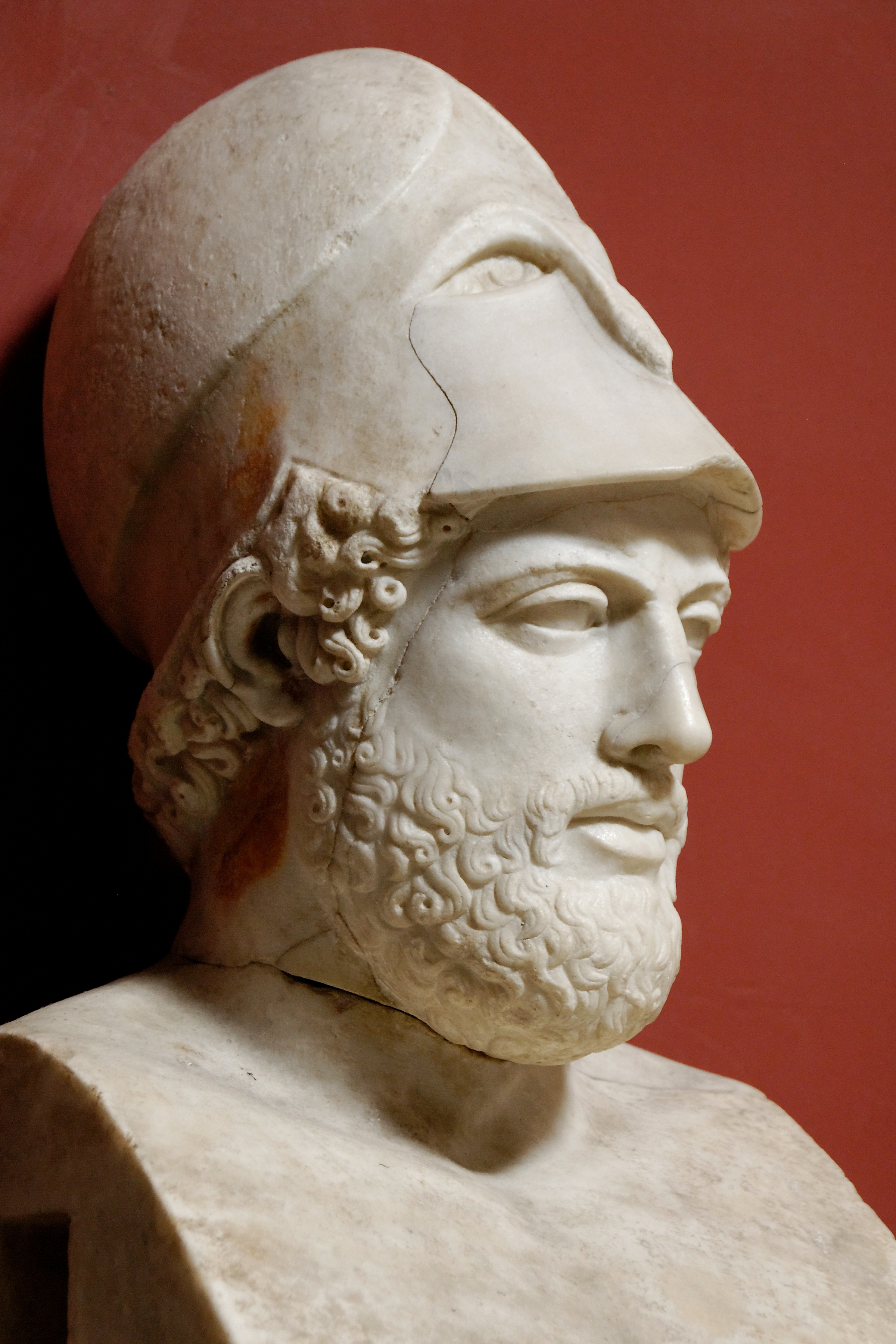
Busto di Pericle, copia romana di una statua di Cresila, Museo Pio-Clementino (Inv. 269)

Nel 457 a.C. si ebbero la prima battaglia di Tanagra e la successiva battaglia di Enofita, il cui esito permise ad Atene di mantenere il controllo sulla Grecia centrale, l'Istmo, oltre l'alleanza con la Tessaglia e Argo, soggiogando poi la Focide e la Locride orientale. Poco dopo cadde anche Egina, la quale entrò a far parte della lega di Delo, con un tributo di 30 talenti annuali; inoltre l'Acaia nel 455 a.C. stipulò un'alleanza con Atene, specie dopo la sua incursione a Sicione e l'insediamento degli iloti ribelli a Naupatto.
Atene era alla sua massima espansione territoriale, ma ben presto le cose cambiarono:
- la sconfitta patita in Egitto pregiudicò la possibilità di approvvigionamento di grano a basso costo. La perdita di molte navi e di molti uomini incrinò il prestigio della città, la quale decise di trasferire il tesoro di Delo all'interno delle proprie mura. Pericle usò successivamente queste ricchezze per abbellire la città;
- Farsalo, in Tessaglia, non fu restituita al partito filo-ateniese;
- la spedizione guidata da Pericle fu sconfitta a Sicione, mentre era intenta ad acquisire basi logistiche in Acarnania, presso la foce dell'Achelao;
- il ritorno dall'esilio di Cimone permise nel 451 a.C., di stipulare una tregua quinquennale tra le due leghe, ma Atene dovette rinunciare all'alleanza con Argo.

L'anno seguente Cimone è al comando di una flotta alla volta di Cipro dove, nonostante la sua morte, gli Ateniesi liberarono dall'assedio persiano l'isola. La sconfitta persiana diede la possibilità di raggiungere a breve una tregua tra le due potenze detta pace di Callia, permettendo ad Atene di concentrarsi sul fronte interno;
- nel 448 a.C. gli Spartani intervennero a Delfi, di cui si erano impadroniti i Focesi, nella seconda guerra sacra;
- l'anno seguente una rivolta di oligarchi in Beozia appoggiati da Tebe scalzò i regimi democratici alleati di Atene. Il comandante Tolmide con il suo esercito liberò Cheronea e Orcomeno, ma accerchiato a Coronea dovette abbandonare la Beozia. Ad Atene rimaneva come alleata la sola Tessaglia, per giunta del tutto inaffidabile;
- nel 446 a.C., la rivolta si spostò in Eubea e a Megara, così il re spartano Plistonatte occupò l'Attica, ma forse corrotto da Pericle, non attaccò e fu destituito, mentre Atene, soggiogata la rivolta, stipulò un trattato trentennale con Sparta[8].

L'impero ateniese, pur avendo compiuto immani sforzi, non ebbe in cambio il controllo di Egina e Naupatto e ciò rappresentò il fallimento della politica estera di Pericle. La pace trentennale non spostò certamente gli equilibri in Grecia, dove Atene continuava a pretendere il tributo (phoros), dagli aderenti alla lega, utilizzandolo per abbellire la città e potenziarne le difese. Inoltre la sua sfera di influenza raggiunse la Calcidica con la fondazione della colonia di Anfipoli alla foce del fiume Strimone, a cui si aggiunse l'alleanza con i Traci Odrisi, che assicurò lo sfruttamento delle miniere della regione e il commercio col Bosforo Cimmerio di frumento e pesce. Tuttavia, il controllo di Atene sulle altre città e territori restava ancora precario, come dimostra l'episodio della Guerra di Samo.
Determinante fu però l'interessamento ateniese ai traffici marittimi con le colonie della Magna Grecia, che minava gli interessi di Corinto. L'Acarnania, regione strategica che era di supporto per i traffici con l'Italia, divenne il principale obiettivo della politica ateniese.

## Scoppio delle ostilità
Nell'estate del 432 a.C. su richiesta di Corinto si radunò a Sparta l'assemblea federale della Lega del Peloponneso, per discutere sui provvedimenti da prendere nei confronti di Atene, che era entrata in aperto conflitto con due città facenti parte della lega, Corinto e Megara. Tre erano i motivi di conflitto con Corinto:
- Atene aveva fornito appoggio a Corcira (odierna Corfù), che era colonia di Corinto, nel conflitto che la opponeva alla sua colonia Epidamno (odierna Durazzo). In essa un colpo di Stato democratico aveva cacciato dalla città gli aristocratici, i quali, dopo essere stati esiliati, fecero ritorno e massacrarono quelli che erano rimasti in città. I democratici di Epidamno si rivolsero così a Corcira, loro madrepatria, perché mettesse pace tra loro e gli esiliati e facesse cessare le violenze. I Corciresi però rifiutarono di prestare aiuto e così gli Epidamni si rivolsero a Corinto, città fondatrice della loro colonia, perché li aiutasse. I Corinzi accettarono di prestar loro aiuto cosa che provocò l'ira dei Corciresi: dopo un ultimatum, cinsero la città d'assedio. Scoppiò la guerra tra le due città e lo scontro sul mare vide vittoriosi i Corciresi, cosa che alimentò ira e risentimento nei Corinzi, i quali, nell'anno successivo allo scontro, si prepararono al meglio al successivo conflitto. Sapendo dei preparativi dei nemici e temendo un ulteriore scontro, i Corciresi, che non erano alleati né con Atene, né con Sparta, decisero di rivolgersi ad Atene per avere aiuto. Saputo di questa mossa, i Corinzi si recarono ad Atene per evitare quest'alleanza. Corinto accusava ora Atene di essersi intromessa in questioni che non la riguardavano, trattandosi di rapporti tra la città dell'istmo e le sue colonie[12].
- Atene aveva inoltre imposto a Potidea, città della Calcidica membro della lega delio-attica, ma colonia di Corinto, di non accogliere più gli epidemiurghi, i magistrati che annualmente Corinto inviava nella città calcidica a scopo di controllo e supervisione, e di abbattere le mura che congiungevano la città al mare. Al rifiuto di essa di sottostare alle richieste ateniesi, Atene aveva inviato sul luogo una flotta che aveva dato inizio all'assedio della città[13].
- Ai cittadini di Megara Atene aveva vietato l'ingresso in tutti i porti della lega delio-attica: in questo modo Atene intendeva bloccare i commerci della città rivale.

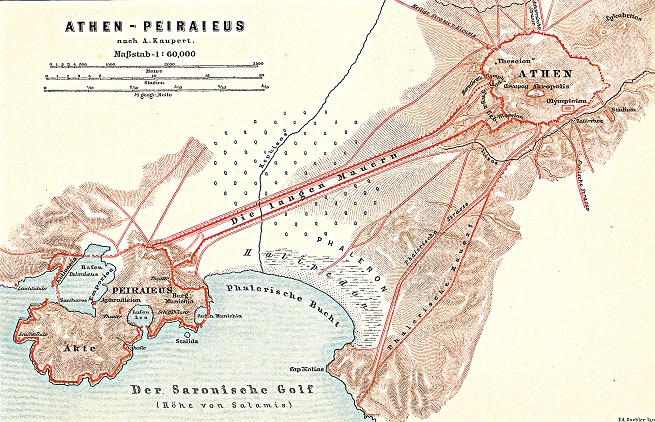
Le Lunghe Mura di Atene, uno dei pretesti che portarono allo scoppio della guerra.

Questi tre elementi, però, come specifica chiaramente Tucidide nell'analisi dei presupposti della guerra, costituirono solamente i pretesti ("αἰτíα", aitìa) della guerra, che invece trovava il pretesto più vero ("ἀληθέστατη προφάσις", profasis) nella volontà degli Spartani di opporsi allo strapotere di Atene, la quale, fin dalla fine delle guerre persiane, aveva intrapreso un percorso di progressiva estensione della sfera di dominio sul mondo greco, anche a scapito dell'autonomia e della libertà delle altre poleis.
(Tucidide, La guerra del Peloponneso, I, 23, 6)
All'interno del consiglio della lega peloponnesiaca, a favore della pace parlò il vecchio re spartano Archidamo II, ma l'assemblea riconobbe che Atene aveva violato i patti e si dichiarò favorevole alla guerra. Un ruolo in questa decisione, stando al racconto tucidideo, fu svolto anche dall'eforo Stenelaida, che ricordò agli spartani il loro ruolo di paladini della libertà di tutti i popoli della Grecia.
A questa dichiarazione seguì un ultimatum, che intimava ad Atene di ritirare i decreti contestati e di risolvere i contrasti con Corinto e Megara. La propaganda ateniese rispondeva alle accuse peloponnesiache ricordando i meriti della città verso la Grecia, dal momento che la vittoria di Salamina sui Persiani nel 480 a.C. era stata merito della flotta ateniese. Atene, spinta da Pericle, fu irremovibile e i Peloponnesiaci iniziarono le manovre di guerra.
Pericle conosceva perfettamente i rapporti di forza tra i due schieramenti e sapeva che difficilmente gli Ateniesi e gli alleati avrebbero potuto opporsi alla fanteria oplitica lacedemone, ma era anche sicuro che la città potesse fare affidamento sulle capacità economiche e finanziarie e sulla struttura difensiva: Atene e il Pireo costituivano, infatti, un unico complesso protetto da mura, un'immensa fortezza nel cuore dell'Attica, in grado di accogliere tutti gli abitanti del territorio, chiamato lunghe Mura. Secondo i piani, infatti, tutti i cittadini dell'Attica furono indotti a lasciare la propria residenza e a stabilirsi in città, lasciando che i Lacedemoni si sfogassero in annuali quanto infruttuose devastazioni del territorio. La flotta avrebbe garantito ad Atene il necessario approvvigionamento di viveri e avrebbe al tempo stesso consentito di portare attacchi alle coste del Peloponneso. In sintesi, l'idea di Pericle era quella di costringere il nemico a una guerra sfiancante dal punto di vista economico, per costringerlo a trattare.

## La fase archidamica (431-421 a.C.)
Il casus belli fu il tentativo di Tebe di ristabilire il proprio dominio in Beozia con il golpe dei 300 a Platea, città legata ad Atene e saldamente guidata da un governo democratico; tale tentativo però fu un completo fallimento: non solo i tebani furono respinti, ma gli abitanti di Platea decisero di richiedere l'aiuto di Atene.
Nel giugno del 431 a.C. l'esercito della lega peloponnesiaca, dopo un inverno speso nei preparativi, invase l'Attica sotto la guida di re Archidamo II.
Ai suoi ordini vi erano:
- 24 000 opliti, a cui aggiungere la fanteria leggera relativa;
- 10 000 fanti provenienti dalla Beozia;
- 1 000 dalla Focide e Locride;
- 100 navi fornite da Corinto, Ambracia, Leucade, Anattorio.

Ad esso la lega di Delo poteva contrapporre:
- 300 triremi della marina ateniese;
- 13 000 opliti;
- 1 000 cavalieri;
- 200 arcieri a cavallo;
- la cavalleria pesante tessale;
- il resto dell'esercito occupato a Potidea (3 000 uomini) e altri sparsi in Calcidica (1 600 circa), più le guarnigioni di confine e il contingente a difesa delle "lunghe mura".

Pericle, dopo essere venuto a conoscenza dell'invasione spartana, diede ordine di riarmare la flotta e iniziò a trasferire la popolazione contadina delle campagne dell'Attica al sicuro all'interno delle Lunghe Mura; pertanto, pur in circostanze di schiacciante superiorità, Sparta non poteva nulla contro una città ben difesa e continuamente rifornita dal mare.

Mappa dell'Attica.

A questo punto, Archidamo II, consapevole della mancanza di un'efficace tattica poliorcetica, cercò prima di attirare le forze ateniesi fuori dalle mura, ma senza esito, poi richiese invano l'appoggio della flotta persiana dell'imperatore achemenide Artaserse I di Persia e poi di quella siracusana, così egli non poté fare altro che saccheggiare campi e villaggi abbandonati, mentre Pericle guidava la flotta alla devastazione delle coste peloponnesiache.
Infatti, la flotta ateniese di 100 navi, scortata da altre 50 triremi provenienti da Corcira, iniziò a navigare lungo le coste del Peloponneso, devastando ogni città non sufficientemente presidiata: Metone, in Laconia, fu conquistata, lo stesso destino subirono diversi centri dell'Elide, gli abitanti di Egina furono costretti ad abbandonare l'isola, che verrà in seguito colonizzata dagli ateniesi; in autunno toccò alla regione di Megara essere invasa. Nella primavera successiva furono inviati 4 000 uomini alla conquista di Epidauro, ma senza successo; mentre per mare gli ateniesi furono vittoriosi a Naupatto, mantenendo il controllo del golfo di Corinto.

### La peste di Atene
Dopo il primo anno di guerra, però, le vicende presero un corso imprevisto. Le precarie condizioni igieniche in cui vivevano le migliaia di cittadini ammassati all'interno delle mura di Atene presso borgate fatiscenti e ricoveri di fortuna facilitarono il diffondersi nel 430-429 a.C., di un'epidemia che Tucidide identificò come di peste: il morbo, con tutta probabilità, era giunto dall'Egitto e, provocando una forte febbre emorragica, violenti attacchi di tosse, nausea, vomito e spasmi, cagionava ai malati una rapida morte; quanto alla natura del male, alcuni storici hanno ravvisato una forma di tifo, altri di febbre tifoidea.
Quasi i due terzi degli ateniesi morirono. I malati sopravvissuti diventavano immuni e quindi venivano incaricati di assistere i malati.
Il male si diffuse all'intera città e passò anche all'esercito assediante impegnato a Potidea e ad Epidauro: morì, infatti, quasi un terzo della popolazione e, tra costoro, Pericle; in pratica, la peste non solo compromise le riserve di uomini di Atene, ma la privò anche del suo leader più carismatico.

### La defezione di Mitilene

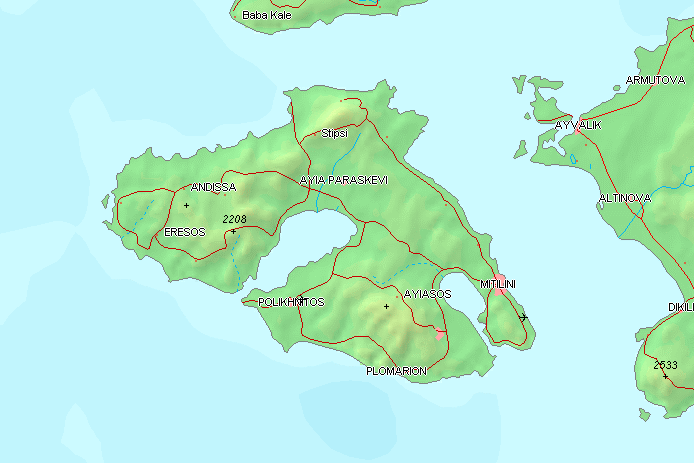
Mappa dell'isola di Lesbo.

Alla morte di Pericle, assunse la guida della fazione popolare Cleone, deciso a portare avanti la guerra ad ogni costo e in fretta, ben al di là della strategia attendista di Pericle e in opposizione alla parte aristocratica che, riunita intorno alla personalità di Nicia, premeva per richiedere una tregua a Sparta. La situazione di Atene era resa particolarmente precaria dalla decisione di Sparta e Tebe di cingere d'assedio Platea nel 429 a.C., dallo scoppio della guerra tra democratici ed oligarchi a Corcira, dalla decisione di Mitilene di uscire dalla lega delio-attica l'anno successivo (benché fosse diritto di ogni membro poter recedere dalla coalizione, Atene, date le circostanze, non poteva consentire che un alleato, che per di più forniva un contributo importante quale il rifornimento di navi, abbandonasse la federazione, fornendo un esempio pericoloso agli altri membri).
Cleone spinse l'assemblea dei cittadini a votare l'invio di una spedizione militare che costringesse i Lesbii a tornare sui propri passi: Mitilene non cedette, chiese aiuto a Sparta, e gli Ateniesi intrapresero un assedio che riuscì vittorioso: mostrando una ferocia inusitata, Cleone convinse l'assemblea a decretare la soppressione di tutti i cittadini uomini e la riduzione in schiavitù di donne e bambini. La notte recò più miti consigli e l'assemblea, rimangiandosi la decisione presa, si limitò a far giustiziare circa mille cittadini mitilenesi, che considerava i principali fautori della rivolta, e a decretare la distruzione delle mura e la consegna della flotta; ormai, all'interno della lega delio-attica, la sola isola di Chio conservava una posizione relativamente autonoma, mentre Atene si atteggiava sempre di più a tiranna.
Dopo la vittoria di Mitilene, gli ateniesi, guidati da Nicia, colsero un secondo successo conquistando l'isola di Minoa, grazie alla quale furono in grado di bloccare Megara dal mare e di impedire ai peloponnesiaci di muovere attacchi navali di sorpresa; tuttavia, la capitolazione di Platea permise agli spartani e ai loro alleati un completo controllo sulla Beozia

### Corcira, prima spedizione in Sicilia e battaglia di Olpe
Alla caduta di Platea, seguì il tentativo di colpo di Stato a Corcira per mano di quei cittadini che desideravano abbandonare Atene e riallacciare i rapporti con Corinto: dopo alcuni tumulti, i maggiorenti della città, desiderosi di evitare ulteriore spargimento di sangue, decretarono che la città sarebbe rimasta neutrale e avrebbe intrattenuto rapporti amichevoli con entrambe le parti in lotta; l'offerta, tuttavia, incontrò l'ostilità dei membri del partito filo-ateniese, i quali rientrarono in città in forze e ripresero il potere.
Pochi giorni dopo giunsero nella città dodici triremi ateniesi e 500 opliti, sotto il comando di Nicostrato; gli ateniesi tentarono di favorire una riconciliazione e offrirono un salvacondotto per permettere l'espatrio dei membri più compromessi della fazione filo-corinzia. La situazione, già precaria, precipitò quando comparvero 53 navi peloponnesiache che, al comando di Alcida e Brasida, iniziarono l'accerchiamento della flotta avversaria; gli ateniesi, però, in netta inferiorità numerica si limitarono a un breve combattimento per poi ritirarsi. A questo punto, gli spartani decisero di ritirarsi nelle loro basi di partenza. I tumulti di Corcira si conclusero definitivamente con l'arrivo di un'ulteriore flotta ateniese: i membri del partito popolare, rassicurati dalla presenza degli alleati, ordinarono una spietata caccia all'uomo che non risparmiò nessuno degli avversari.
(Tucidide, La Guerra del Peloponneso, III, 83-85)
Dopo i fatti di Corcira, si aprì un nuovo teatro di guerra in Magna Grecia, dove le città ioniche con a capo Reggio si scontrarono con quelle doriche con a capo Siracusa; Atene, dietro il pretesto dei legami di sangue con Reggio, ma con lo scopo di bloccare le esportazioni di grano verso il Peloponneso, dispose l'invio di una nuova flotta al comando del navarco Lachete e di un ulteriore contingente, sebbene un nuovo focolaio di peste avesse provocato la morte di altri 4 400 opliti e 300 cavalieri: la spedizione portò alla conquista delle Isole Eolie e alla vittoria navale di Milazzo.
Nel frattempo, seguendo l'ormai consueta strategia, gli spartani, guidati da re Agide II, figlio di Archidamo II, invasero nuovamente l'Attica, ma furono bloccati da alcuni terremoti che obbligarono il contingente peloponnesiaco alla ritirata; gli ateniesi, sotto la guida di Nicia, devastarono l'isola di Melo che non intendeva schierarsi con Atene e proseguirono fino alla Locride.

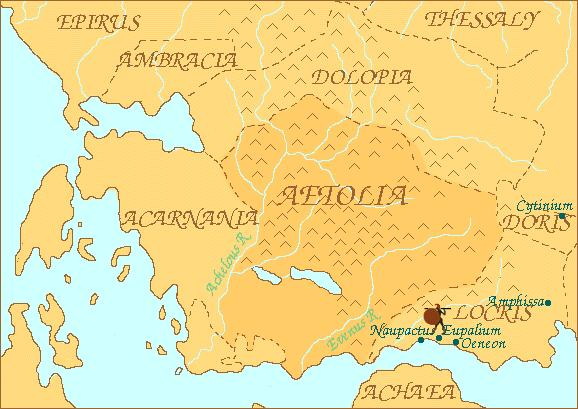
Mappa dell'Acarnania e dell'Etolia; si noti in basso a destra la città di Naupatto, principale base ateniese nell'area.

In seguito, alla luce anche della necessità di bloccare i traffici tra l'Italia meridionale e la Sicilia, gli ateniesi concentrarono i loro sforzi nella conquista della piazzaforte di Ambracia e dell'isola di Leucade: il comandante ateniese, Demostene di Afidna prima intraprese una campagna contro gli Etoli, alleati di Sparta, ma subì forti perdite e fu costretto a ripiegare verso Naupatto; cogliendo l'occasione, gli spartani inviarono oltre 13 000 soldati per affrontare le indebolite forze ateniesi di stanza e per conquistarla, mentre i loro alleati di Ambracia posero sotto assedio la città di Olpe.
Gli ateniesi decisero di correre in aiuto di Olpe e, dopo cinque giorni di stasi, scoppiò la battaglia: in inferiorità numerica, Demostene decise di ricorrere alla tattica dell'imboscata con truppe leggere; dopo un duro combattimento, le forze peloponnesiache si ritirarono e l'esercito di Ambracia, rimasto solo, fu costretto a ritirarsi in montagna, ma non riuscì a evitare un'ulteriore pesante disfatta.
Proseguiva, intanto, il conflitto in Sicilia, dove gli alleati di Atene, consci della superiorità delle forze terrestri siracusane, avevano richiesto l'invio di ulteriori rinforzi; gli ateniesi, decisero di inviare altre quaranta navi e sostituirono il comandante Lachete con Pitodoro; si concluse così il sesto anno di guerra.

### Battaglia di Pilo e Sfacteria
Le operazioni militari ripresero nell'estate dell'anno 425 a.C.: i siracusani occuparono, su invito degli stessi abitanti, la città di Messina; re Agide II invase nuovamente l'Attica; Atene inviò un'ulteriore flotta di quaranta vascelli per sostenere il governo democratico di Corcira, il quale era impegnato nel fronteggiare una dura opposizione interna, sostenuta da Corinto e dalla lega del Peloponneso.

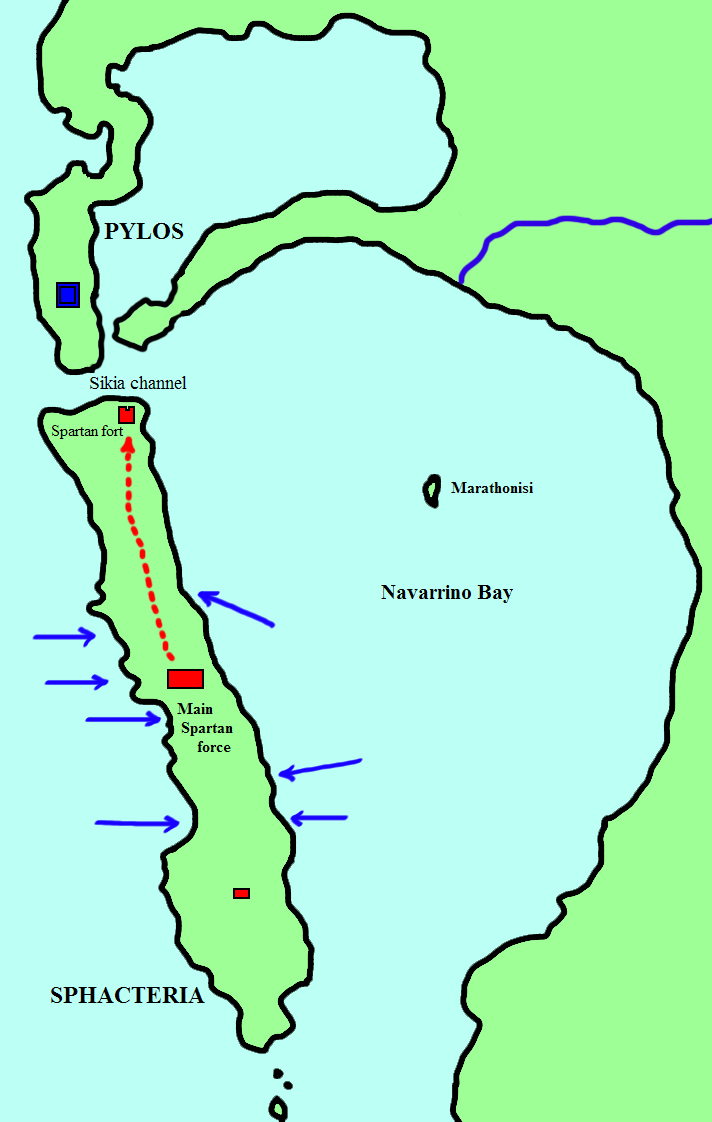
Fasi della battaglia di Sfacteria.

La flotta ateniese, sotto la guida di Demostene di Afidna costeggiò il Peloponneso, ma una tempesta lo costrinse a fare scalo nella baia di Pilo. Osservando la ricchezza di legname e le difese naturali del posto, ordinò ai suoi uomini di costruire ulteriori fortificazioni, affinché Pilo diventasse non solo una base navale, ma anche un punto da cui intraprendere scorrerie verso la Messenia. Concluso il lavoro, gli Ateniesi lasciarono a presidio della base Demostene con cinque triremi, mentre il resto della flotta veleggiava verso Corcira e la Sicilia; gli spartani, impegnati in una celebrazione religiosa, si dimostrarono incuranti e ritennero che avrebbero comunque potuto riconquistare Pilo con un attacco in forze. Infatti, non appena giunse notizia dell'accaduto ad Agide II, questi sospese l'invasione dell'Attica e, rientrato in fretta e furia a Sparta, decise di porre d'assedio la base ateniese per terra e mare; Demostene, accortosi in tempo delle manovre del nemico, riuscì a stento ad inviare due navi per avvisare la flotta ateniese. Consapevoli dell'arrivo di rinforzi ateniesi, gli spartani fecero sbarcare lo spartiata Epitada insieme a un manipolo di opliti sulla piccola isola di Sfacteria, che, desolata, priva di solidi punti d'attracco e fitta di boschi, avrebbe potuto bloccare dal mare la baia di Pilo, completando quindi l'accerchiamento dei soldati ateniesi.
Demostene, tuttavia, non rimase con le mani in mano: rafforzò le difese, tirò in secca la flotta e con il contingente rimasto, circa 60 opliti più una pattuglia di arcieri, attese sulla spiaggia l'attacco spartano; gli spartani decisero di colpire proprio nel punto individuato da Demostene e si accesero una serie di violenti scontri che durarono, a fasi alterne, due giorni; al terzo giorno di battaglia, finalmente, giunsero circa 50 navi ateniesi, le quali attaccarono la flotta assediante spartana, finché questa fu costretta a ritirarsi. A questo punto restava solo il contingente spartano su Sfacteria, solo ed isolato.
Fallita ogni possibilità di una tregua, gli ateniesi ripresero l'assedio a Sfacteria la quale continuava a resistere; ad Atene, però, gli scarsi progressi nella battaglia provocarono aspre discussioni in seno all'assemblea, finché l'idea di un attacco diretto, da parte di pochi uomini, caldeggiata da Cleone prevalse sulle opinioni opposte di Nicia. Cleone occupò prima la spiaggia dell'isola e costrinse gli spartiati a ritirarsi all'interno e poi, dopo un duro assedio, li indusse ad arrendersi e a consegnarsi prigionieri, fatto mai accaduto nella storia di Sparta.
La prolungata campagna di Pilo, tuttavia, logorò anche gli ateniesi i quali furono costretti a trascurare il fronte siciliano, ove i siracusani e i loro alleati riuscirono a ottenere diversi successi terrestri, fra cui la conquista di Nasso. Atene decise allora di ritirare il proprio contingente e di rinunciare all'intervento diretto nelle contese tra le poleis siciliote.

### La campagna di Tracia

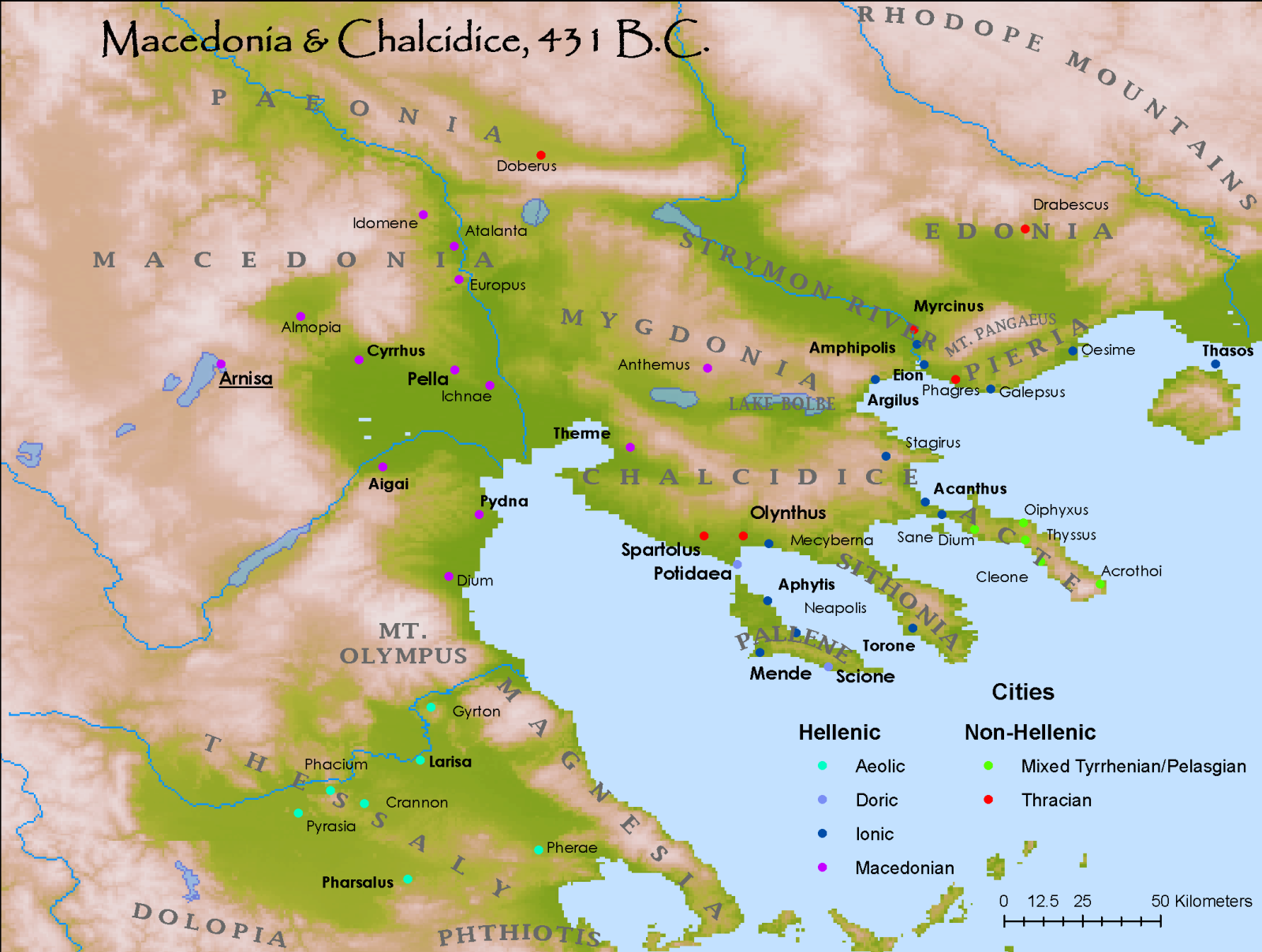
Le poleis greche nell'Egeo settentrionale.

A seguito della battaglia di Sfacteria, gli ateniesi assunsero l'iniziativa militare: proseguirono con i peripli del Peloponneso, consolidarono le loro posizioni a Corcira e nell'Acarnania e, sotto la guida di Nicia, occuparono l'isola di Citera, a sud della Laconia, fatto che costrinse gli spartani a tenere in riserva nel Peloponneso una parte considerevole delle loro forze e a Tirea, dove nel frattempo si erano rifugiati gli abitanti di Egina, la cui guarnigione spartana venne giustiziata e infine a Nisea. Nel frattempo, le città siciliote, esauste dai conflitti, stipularono una tregua a Gela.
Nel 424 a.C., le sorti di Sparta furono risollevate dal generale Brasida, il quale, ottenuto l'appoggio dei beoti, marciò con 6 000 opliti contro gli ateniesi di Nisea costringendoli a ritirarsi all'interno delle fortificazioni e ad abbandonare ogni loro tentativo di impadronirsi di Megara. Ottenuto questo successo, si ritirò a Corinto per preparare le sue truppe alla spedizione che intendeva intraprendere in Tracia, mentre gli ateniesi erano impegnati nella Ionia e a Naupatto.
Nell'estate dello stesso anno, con 1 700 opliti, Brasida intraprese la sua spedizione; attraversò rapidamente la Tessaglia, ottenne l'appoggio del re Perdicca II di Macedonia, intraprese una spedizione, per suo conto, nella Lincestide e infine spinse alla rivolta gli abitanti di Acanto e di Stagira, alleati di Atene, promettendo loro l'autonomia. Nel frattempo, Sparta decise di attenuare la pressione sul Peloponneso, concedendo la libertà a più di 2 000 iloti.
Gli ateniesi, sottostimando Brasida, decisero di non inviare rinforzi in Tracia e di invadere, invece, la Beozia con un contingente di oltre 7 000 opliti al comando di Ippocrate. I Beoti, al comando di Pagonda, mobilitarono una forza di quasi 20 000 soldati (7 000 opliti, 10 000 fanti leggeri e 1 000 cavalieri) e diedero battaglia presso la città di Delio. Il comandante ateniese, incurante della mancanza di fanteria leggera e delle truppe arruolate tra i meteci, accettò comunque lo scontro: la battaglia, agli inizi equilibrata, volse a favore dei beoti quando la loro cavalleria riuscì a spezzare le linee ateniesi; il comandante ateniese morì sul campo, il resto dell'esercito fu costretto a ritirarsi in Attica.
Mentre gli ateniesi erano impegnati in Beozia, Brasida mosse le sue truppe verso la piazzaforte ateniese di Anfipoli, sconfisse gli abitanti della città in una battaglia campale e li costrinse a ritirarsi al sicuro dietro le mura, ma, piuttosto che attaccarla direttamente, offrì un accordo che includesse la difesa dei diritti e delle istituzioni in vigore e la facoltà, per gli ateniesi residenti, di poter lasciare indisturbati la città; in tal modo, egli conquistò Anfipoli, precedendo di poco l'arrivo di rinforzi ateniesi, guidati da Tucidide di Oloro; da lì riuscì nel giro di pochi mesi a ottenere l'appoggio di altre città del territorio.
Fu stipulata allora una tregua annuale tra Atene e Sparta, nel corso della quale le città di Scione e di Mende si consegnarono volontariamente a Brasida, mentre costui era impegnato in una seconda spedizione militare insieme a Perdicca II in Lincestide che, però, ebbe esito infausto. Atene, intanto, approfittando della tregua, inviò rinforzi in Tracia, mise sotto assedio Scione e riuscì a convincere Perdicca II, irritato con Brasida, a passare dalla parte di Atene, mentre il tentativo di Brasida di occupare Potidea fallì.
Nell'estate del 422 a.C., cessata la tregua, Cleone partì per la Tracia con un contingente di 1 200 opliti, 300 cavalieri, alcune migliaia di fanti delle città alleate e una flotta di 30 triremi; giunto a destinazione, investì la città di Scione che capitolò, riprese Torone e veleggiò alla volta di Anfipoli; tentò di assalire Stagira, ma fallì e richiese rinforzi tanto a Perdicca II tanto ai re della Tracia. Brasida, nel frattempo, con circa 1 500 opliti e altri 3 500 soldati alleati, pose il proprio campo davanti ad Anfipoli.
Cleone, che aveva posto la propria base a Eione, decise di avanzare per esplorare i territori di Anfipoli, ma le sue truppe furono avvistate da Brasida, che decise di compiere un attacco a sorpresa con uno squadrone di opliti spartani, a cui seguì un attacco in massa da parte degli alleati. Gli ateniesi, tuttavia, si accorsero delle mosse di Brasida: Cleone, preferendo aspettare l'arrivo dei rinforzi macedoni e traci, tentò di ordinare alle truppe di ripiegare; l'esercito ateniese, però, perse compattezza e si disfece, tranne alcuni reparti sull'ala destra. Brasida, allora, cercò di portarsi su quel fianco, ma fu ferito e morì poco dopo; quanto a Cleone, perì nel corso della ritirata.

### La Pace di Nicia
Conclusa la campagna di Tracia, tanto Atene quanto Sparta erano ormai prostrate dalle perdite umane subite: le sconfitte avevano drasticamente ridotto il numero di opliti a disposizione di Atene, mentre d'altro canto Sparta desiderava riavere i 120 ostaggi di Sfacteria, alcuni dei quali appartenevano alle più grandi famiglie della città, né era in grado di reggere ulteriormente i costi delle devastazioni ateniesi nel Peloponneso, specialmente in un momento in cui gli iloti minacciavano di rialzare la testa e stava per scadere la tregua trentennale con Argo. Infine, la morte di Brasida e quella di Cleone, entrambi leader delle fazioni più belliciste, diede maggior forza alle aspirazioni di coloro i quali desideravano un accordo.
Re Plistoanatte per gli Spartani (appena richiamato da un lungo esilio) e Nicia di Nicerato per gli Ateniesi, i principali fautori di un accordo, riuscirono a imporsi sulle residue volontà di guerra: fu stabilito che i belligeranti avrebbero restituito i territori occupati nel corso del conflitto, gli ateniesi avrebbero conservato Nisea, i tebani Platea, entrambe le parti avrebbero restituito i prigionieri, i santuari comuni sarebbero stati riaperti (e quello di Apollo di Delfi avrebbe avuto l'indipendenza) e che tali accordi avrebbero avuto una validità di cinquant'anni.

## Battaglia di Mantinea ed assedio di Melo (418-416 a.C.)
La pace, tuttavia, si dimostrò fragile sin dal principio: numerosi alleati di Sparta, con capofila Corinto, osteggiarono l'accordo di pace e si unirono in alleanza con Argo; tra Sparta ed Atene sorsero controversie sulla restituzione delle piazzeforti e dei territori conquistati e, poiché Anfipoli era rimasta nelle mani degli alleati di Sparta, Atene rifiutò la restituzione di Pilo. A questo punto, Sparta fece pressione sugli alleati Beoti inducendoli a non allinearsi con Argo e a consegnare la piazzaforte di Panatto, ma costoro preferirono smantellarla da cima a fondo.
Avendo perso la possibilità di allearsi con i Beoti, gli argivi inviarono messi a Sparta per stipulare una pace definitiva, ma, a seguito di complicati negoziati, si convenne alla ratifica di una tregua di cinquant'anni; nel frattempo, i rapporti tra Sparta ed Atene volsero nuovamente al peggio, dal momento che la restituzione di Panatto, ormai rasa al suolo, era ben poca cosa rispetto alla consegna di Pilo, ancora intatta. Ad Atene riacquistò forza la fazione ostile a Sparta che, presto, trovò un capo in Alcibiade: costui, infatti, brillante oratore, offeso per non essere stato incluso nelle trattative, iniziò a perorare l'alleanza con Argo e, segretamente, inviò un messaggero personale ad Argo; ben presto, dati gli antichi legami di amicizia e l'esistenza di un regime democratico simile a quello ateniese, gli argivi iniziarono a considerare l'ipotesi di accogliere le proposte di Alcibiade.
Per evitare il peggio, Sparta inviò ad Atene un'ambasciata con pieni poteri, allo scopo di risolvere ogni divergenza. Gli ambasciatori, però, prima che parlassero in assemblea, furono invitati in segreto da Alcibiade, il quale, giurando agli ambasciatori la sua buona fede, usò uno stratagemma che li fece apparire come bugiardi rispetto all'assemblea, che, nonostante la forte opposizione di Nicia, accettò di ratificare una tregua di cento anni con Argo, Mantinea e l'Elide in funzione anti-spartana; con l'ingresso di Atene nella coalizione, i corinzi si riallinearono a Sparta.

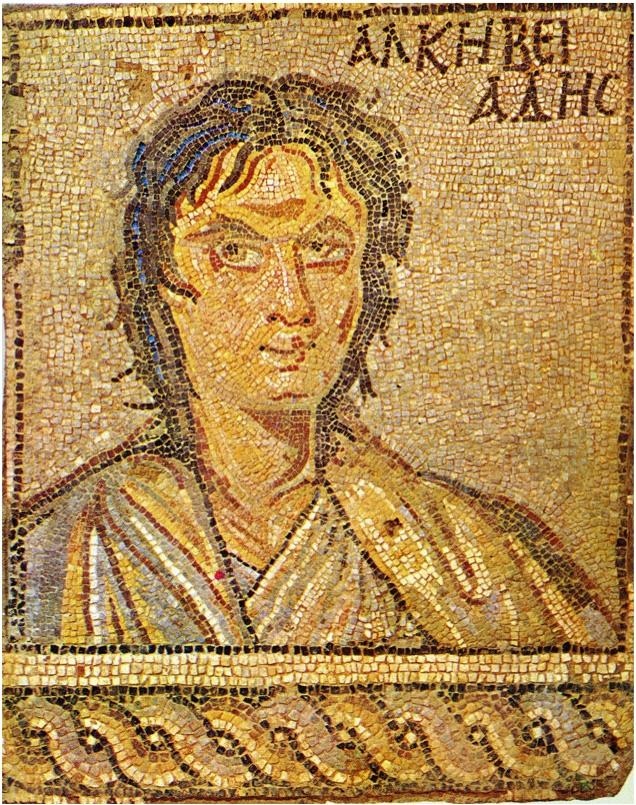
Mosaico rappresentante Alcibiade, principale ispiratore dell'alleanza tra Atene ed Argo.

Poco dopo, a seguito di provocazioni da ambo le parti, scoppiò una guerra tra Epidauro e Argo che ben presto coinvolse anche, sia pure indirettamente, Sparta e Atene. Gli alleati della coalizione, infatti, prendendo a pretesto la mobilitazione spartana, decisero di assediare Epidauro, Sparta inviò aiuti alla città assediata e Atene rispose rafforzando la base navale di Pilo; per i mesi successivi, si svolsero schermaglie e combattimenti di scarsa entità, finché fu pattuita una tregua di quattro mesi tra Argo e Sparta, nel corso della quale gli ateniesi inviarono oltre 1 300 opliti in soccorso di Argo, e le città della coalizione (tranne la stessa Argo) occuparono Orcomeno in Arcadia.
La perdita di Orcomeno indusse gli spartani, guidati dal loro re Agide II, a stroncare definitivamente l'esercito della coalizione e i due eserciti si incontrarono a Mantinea. Nella battaglia, l'ala sinistra spartana dovette cedere terreno alle truppe della coalizione e Agide attuò una manovra di accerchiamento in modo da portare sollievo al fianco pericolante; dopo un duro combattimento le truppe anti-spartane ripiegarono lasciando la vittoria ai nemici. Nell'inverno, infine, Sparta ed Argo stipularono un'alleanza di cinquant'anni, riconsegnandosi i territori e i prigionieri fatti.
Sparta era impegnata a risolvere i problemi in Elide e a pacificare Argo, ostacolata dagli aiuti sotto banco che Atene inviava alle fazioni anti-spartane. Atene, nei primi mesi del 416 a.C., decise di inviare un esercito in Tracia allo scopo di risolvere le questioni pendenti con re Perdicca II di Macedonia e un ulteriore contingente di 3 000 soldati (1 200 opliti ateniesi, 200 arcieri e 200 arcieri a cavallo rafforzati da 1 500 fanti alleati) e 40 navi contro l'isola di Melo, colonia spartana, neutrale nel corso del conflitto, allo scopo di ottenerne la sottomissione. Gli abitanti di Melo inviarono ambasciatori ad Atene per ribadire la propria neutralità, ma gli ateniesi rifiutarono ogni accordo ed assediarono l'isola; infine, a seguito di un tradimento, Melo aprì le porte agli ateniesi che trucidarono l'intera popolazione adulta, vendettero donne e bambini come schiavi e infine inviarono 500 cittadini come coloni.
Tucidide, nella sua "Guerra del Peloponneso" riporta una versione del discorso che avvenne tra gli ambasciatori Ateniesi e i Meli: questo testo è un'importante fonte che fornisce preziose informazioni riguardo alla struttura della lega marittima che, con il passare degli anni e le vicende della guerra si trasformò lentamente da simmachia in chiave anti-persiana a impero talassocratico ateniese. La differenza del trattamento riserbato dagli Ateniesi a Mitilene rispetto a Scione e Melo evidenzia il radicale cambiamento avvenuto con l'avvento della guerra del Peloponneso e mette in luce le prime avvisaglie della crisi che porterà alla sconfitta nella guerra e allo scioglimento dell'alleanza, che ormai si era trasformata in un dominio oppressivo.

## Seconda spedizione ateniese in Sicilia (415-413 a.C.)

### Preparativi
Mentre Sparta era impegnata a consolidare il suo controllo sugli alleati e a stroncare i tentativi di Argo di rendersi definitivamente autonoma, in Sicilia la città di Segesta invocò l'aiuto dell'alleata Atene per sconfiggere Selinunte, città appoggiata da Siracusa, che era a sua volta alleata di Sparta. L'idea di Alcibiade era questa: Atene doveva impadronirsi della Sicilia per guadagnarsi numerose ricchezze da investire nella lotta contro Sparta e nuovi alleati.
Il partito oligarchico, guidato da Nicia, disapprovava l'idea di sguarnire Atene per una spedizione dal dubbio esito, mentre il trattato di pace con Sparta era assai precario. Prevalse ampiamente l'opinione di Alcibiade, al punto che gli ateniesi decisero di inviare un contingente perfino superiore alle aspettative. Infatti, furono predisposte 134 triremi, con un equipaggio di 25 000 uomini e 6 400 truppe da sbarco; il comando fu affidato ad Alcibiade, a Nicia e a Lamaco. La flotta partì nel giugno del 415 a.C.

### Scandalo delle Erme

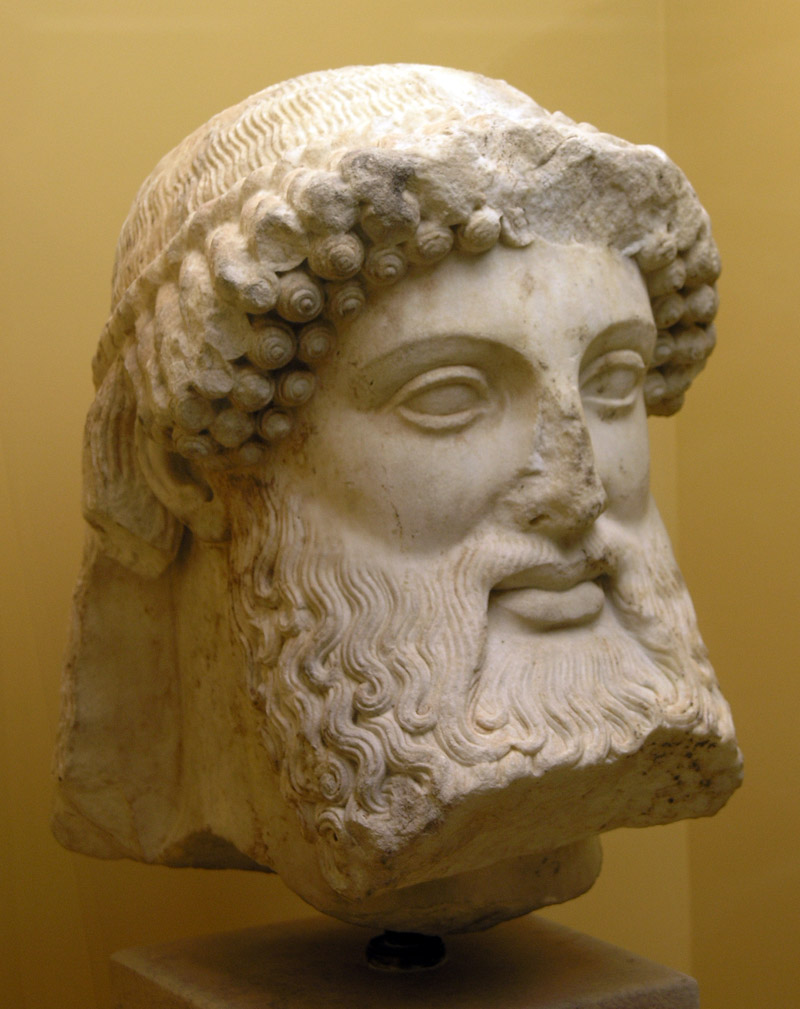
Testa di erme conservata presso il museo dell'Agorà dell'antica Atene

Mentre fervevano i preparativi per la partenza della spedizione, nella notte tra il 6 e il 7 giugno del 415 a.C. furono mutilate alcune erme (immagini sacre al dio Ermes) ad Atene. Questo atto sacrilego suscitò molto clamore tra il popolo e fu considerato come un segno premonitore di sventura e come un atto di sobillazione da parte di Alcibiade contro il governo democratico.
I più erano concordi nel giudicare Alcibiade colpevole; Andocide sul noto scandalo, attraverso i suoi scritti, rese le testimonianze di più individui che si dichiaravano colpevoli: giovani ubriachi, incolpati anche della profanazione dei misteri eleusini, cioè di averli rivelati..
Tuttavia resta incerta l'identità di chi realmente si macchiò di un tale sacrilegio. Lo storico americano Donald Kagan sostiene che lo scandalo delle erme fosse rivolto contro Nicia, il quale era notoriamente ritenuto molto sensibile ai responsi degli indovini, e un simile fatto, a pochi giorni dalla partenza della spedizione, lo avrebbe sicuramente scosso.
Alcibiade, a fronte del grave atto di accusa, chiese di farsi giudicare subito da un tribunale, in modo da eliminare ogni ostacolo alla partenza della spedizione. L'assemblea però decise di rinviare il dibattimento, consentendo ad Alcibiade di partire.

### Sbarco in Sicilia
La spedizione iniziò con i peggiori auspici, poiché non passò molto tempo che i tre strateghi iniziarono a litigare sulla strategia da assumere: Lamaco era d'avviso di puntare direttamente su Siracusa per assaltarla prima ancora che potesse addestrare le proprie milizie; Alcibiade riteneva opportuno staccare da Siracusa le città alleate per poi predisporre l'assedio; Nicia, invece, propendeva per inviare un distaccamento in aiuto a Segesta, far mostra di forza e ritornare ad Atene.
Vinse il parere di Nicia che inviò Alcibiade e 60 navi ad occupare il porto di Catania, ma costui, poco tempo dopo, incalzato dallo scandalo delle Erme, fuggì presso gli spartani.
Pertanto, rimasto praticamente solo al comando, Nicia decise di navigare attorno alle coste sicule per rafforzare il morale dell'esercito, ma, dopo un breve tentativo di occupare la città di Ibla, tornò a Katane, praticamente con un nulla di fatto; tale situazione di stallo sarebbe durata per i successivi mesi autunnali.

### Assedio di Siracusa
| 1. Siracusa 2. Porto grande 3. Porto piccolo 4. Cava 5. Doppio muro ateniese 6. Anello 7. Labdalo | 1. Muraglia non completata 2. Contromuro 3. Olympeion 4. Plemmyrion 5. Eurialo 6. Palude |

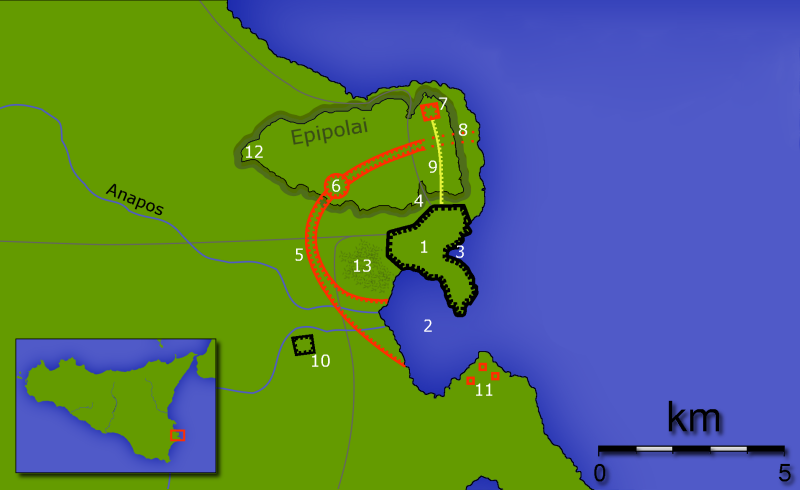
Mappa dell'assedio ateniese a Siracusa. Risultano visibili il doppio muro ateniese (5) e il contro-muro difensivo siracusano (9).

Improvvisamente, dopo aver indotto con l'inganno i siracusani ad avanzare verso Catania, Nicia, con la flotta, veleggiò verso Siracusa, sbarcò a Tapso e conquistò di sorpresa la collina dell'Epipole, postazione strategica che dominava gli accessi a Siracusa, riuscendo in tale impresa a sconfiggere i reparti scelti e la cavalleria siracusana, assai temuta tra i greci.
Nei mesi seguenti, nonostante difficoltà tecnico-logistiche, gli ateniesi eressero un muro d'assedio per cingere interamente Siracusa e quindi isolarla dalla terraferma. I siracusani, tuttavia, costruirono un secondo muro per intercettare quello ateniese e ingaggiarono furiosi combattimenti, in uno dei quali trovò la morte Lamaco.
In ogni caso, Siracusa non fu sola: ben presto, infatti, gli spartani e i corinzi decisero di inviare alcuni limitati contingenti di rinforzo sotto la guida dello spartano Gilippo; Nicia sottovalutò la minaccia e Gilippo, inviati messaggeri a Siracusa, convinse la città a non cedere, poi riprese l'offensiva. Il primo scontro fu un completo insuccesso, data l'indisciplina dei siracusani, ma nel secondo l'esercito ateniese subì una dura disfatta e il muro ossidionale fu troncato in diversi punti.
L'insuccesso indebolì non poco la posizione degli Ateniesi, poiché l'esercito ateniese subì numerose perdite e Gilippo riuscì a convincere altre città siciliote a portare soccorso a Siracusa; gli Ateniesi, intanto, istigati dal partito più oltranzista, promossero Eutidemo e Menadro come colleghi di Nicia e decisero di preparare una seconda spedizione navale, sotto il comando di Demostene.
La situazione, frattanto, peggiorava rapidamente specialmente per la perdita del Plemmirio, posizione strategica che consentiva di bloccare l'accesso al porto di Siracusa nonché luogo ove gli ateniesi conservavano danaro e le attrezzature per la flotta.
La vittoria indusse i siracusani, rianimati dagli aiuti e guidati con mano ferma dal professionista spartano, a rafforzare ulteriormente la flotta in modo da ingaggiare uno scontro navale e, se possibile, rompere il blocco prima dell'arrivo dei rinforzi ateniesi. Nicia, consapevole di ciò, mantenne la flotta nei pochi approdi sicuri, ma Meandro ed Eutidemo, freschi di nomina, bramosi di compiere una qualche brillante impresa prima che giungessero i rinforzi, diedero battaglia e subirono un'atroce disfatta.
Finalmente giunsero i rinforzi, 73 navi, 5 000 opliti, 3 000 giavellottisti, arcieri e frombolieri, che atterrirono sia i Siracusani sia Nicia, il quale propendeva per mantenere il blocco terrestre e navale sulla città. Al primo consiglio di guerra Demostene sollecitò un attacco risolutivo o la ritirata, lasciando sgomento Nicia, che avrebbe volute costringere la città alla resa che già diversi aristocratici trattavano segretamente con lui.
Tali consigli, tuttavia, furono rigettati da Demostene e dagli altri colleghi: la notte, gli ateniesi compirono una sortita riuscendo a riconquistare le posizioni occupate dai siracusani, finché non intervennero nello scontro i Beoti, i quali, serrate le file, contrattaccarono e riuscirono a respingere gli ateniesi sulle posizioni di partenza.
Indeboliti dalle perdite e debilitati per le malattie, dovute alle paludi vicine, gli strateghi ateniesi, Demostene in particolare, iniziarono a pensare alla ritirata; Nicia, tuttavia, confidando nei suoi contatti a Siracusa, si oppose fermamente almeno finché non venne a conoscenza dell'arrivo di una seconda armata di rinforzo ai Siracusani.

### Disfatta finale

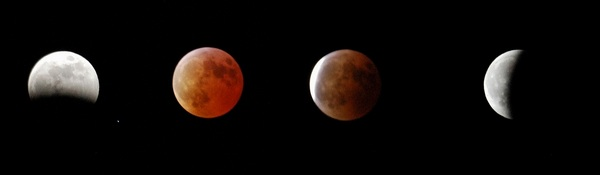
Le fasi di un'eclissi di Luna.

La partenza era ormai pronta quando, il 27 agosto del 413 a.C., si verificò un'eclissi di luna che suscitò il panico tra le truppe: Nicia, consultandosi con i suoi auguri, ritenne opportuno attendere il nuovo ciclo lunare non avendo visto la luna tornare limpida dopo il fenomeno.
La situazione, già precaria, precipitò. Gli ateniesi, in vista della partenza, avevano chiesto a Catania di sospendere i rifornimenti, a ciò si aggiungevano le malattie e gli attacchi del nemico che, durante uno scontro navale, riuscì ad affondare diverse navi ateniesi, provocando forti perdite e, tra queste, lo stratega Eurimedonte.
Con la vittoria i siracusani avevano bloccato l'accesso del porto: Nicia e Demostene, per non perdere il resto della flotta, tentarono la controffensiva armando tutte le navi a loro disposizione con qualunque mezzo, ma il risultato fu favorevole ai siracusani che avevano dalla loro il vantaggio dello spazio angusto, che impediva la mobilità della flotta ateniese.
Infine, privi di mezzi, gli ateniesi si disposero alla ritirata via terra, ma Nicia fu ingannato dal nemico. Ermocrate, infatti, comandante siracusano, inviò alcuni attendenti affinché lo esortassero a non mettersi in cammino di notte onde evitare il pericolo di agguati; Nicia, allora, posticipò alla mattina la partenza, ignaro che gli avversari avessero avuto il tempo per uscire dalla città e preparare agguati lungo il percorso degli ateniesi.
Il giorno seguente, quindi, allo stremo delle forze, Nicia comandò la partenza e assunse il comando dell'avanguardia mentre Demostene avrebbe guidato la retroguardia; dopo otto giorni di marcia, le truppe siracusane raggiunsero quelle ateniesi presso il fiume Asinaro e, dopo una lunga resistenza, indussero i 7 000 superstiti alla resa: Demostene morì in battaglia, Nicia fu messo a morte dai Siracusani (nel timore che rivelasse agli spartani delle trattative tra loro e gli ateniesi) e i soldati furono imprigionati alle Latomie presso Siracusa, ove molti morirono per fame e stenti.

## La fase deceleica (413-404 a.C.)
Se già la disfatta siciliana era stata un durissimo colpo, questa era stata seguita da una nuova invasione dell'Attica da parte delle truppe spartane, il cui esito fu perfino peggiore rispetto a ogni altra campagna militare in Attica. Infatti, su consiglio di Alcibiade, re Agide II decise di occupare militarmente la fortezza di Decelea: gli spartani furono così in grado di impedire permanentemente agli ateniesi il vettovagliamento dall'Attica nonché l'utilizzo delle miniere d'argento del Laurio, una delle più importanti fonti di reddito della città.

### Alleanza spartano-persiana

Le città greche in Anatolia alleate di Atene e obiettivo di conquista di Sparta. In blu sono segnate le colonie ioniche, in rosso quelle doriche, in giallo le eoliche.

Mentre gli spartani consolidavano il loro controllo su Decelea e si apprestavano ad armare una flotta di oltre 100 triremi, anche gli ateniesi, dopo aver limitato ogni spesa superflua, decisero di armare una nuova flotta e di costruire una fortezza presso capo Sunio, in modo da garantirsi almeno i rifornimenti navali. La situazione ateniese, già grave, peggiorò ancora quando l'Eubea, Lesbo, Chio, Eritre, Clazomene, Efeso, Mileto e Mitilene decisero di inviare ambasciatori a Sparta per concordare una sollevazione contro Atene; infine, Tissaferne, satrapo di Lidia e Caria, a nome del gran re, offrì il suo appoggio in funzione anti-ateniese.
Insieme a Tissaferne, anche il satrapo di Frigia, Farnabazo II decise di inviare ambasciatori a Sparta in modo da unire le forze per scacciare definitivamente gli ateniesi dallo stretto dei Dardanelli. L'arrivo delle due ambascerie persiane, tuttavia, creò contrasti a Sparta tra chi preferiva le proposte di Tissaferne e chi intendeva allinearsi con Farnabazo: Alcibiade, sempre presente a Sparta, consigliò la proposta di Tissaferne e Sparta, dopo aver iscritto Chio tra i propri alleati, inviò una flotta di 40 triremi nella Ionia. Gli ateniesi, tuttavia, si accorsero dell'intrigo di Chio e inviarono una flotta di pari entità per bloccare l'iniziativa spartana, riuscendo nell'intento.
Alcibiade, però, che aveva stretto amicizia con l'eforo Endio, convinse gli spartani ad armare una seconda flotta, grazie alla quale conquistò Chio e Clazomene, istigò la città di Mileto a rivoltarsi contro Atene e, tramite un suo ufficiale di nome Calcide, negoziò un trattato di alleanza con Tissaferne. Gli ateniesi furono presi dal timore che Sparta potesse conquistare la Ionia e pertanto, attingendo alle riserve di 1 000 talenti, fu decretato l'armamento di un'ulteriore squadra navale di 30 navi.
Nei mesi seguenti, si svolsero diverse schermaglie tra le due flotte, senza esiti apprezzabili: il navarco spartano Astioco, infatti, tentò di conquistare l'isola di Lesbo, appena pacificata dagli ateniesi, ma, non riuscendoci, fu costretto a ripiegare su Mileto, mentre gli ateniesi ripresero l'iniziativa, posero sotto assedio Chio e, con l'appoggio di un contingente argivo, respinsero un contrattacco spartano-persiano nei pressi di Mileto, ancora nelle mani dei ribelli.
A seguito di ciò, giunse in appoggio a Sparta una flotta di 55 triremi siracusane, le quali si unirono alla flotta spartana per dare battaglia agli ateniesi. Questi ultimi, sotto la guida di Frinico, decisero di ritirarsi da Mileto per concentrare tutte le forze. Gli spartani, intanto, consolidarono il loro controllo su Mileto e sulla terraferma. Una volta consolidate le rispettive posizioni, gli spartani, di stanza a Mileto, negoziarono un nuovo trattato con Tissaferne, mentre gli ateniesi mossero contro Chio, che inviò messaggeri al navarco Astioco per ottenere rinforzi. Il comandante spartano inizialmente rifiutò e questo permise agli ateniesi di sbarcare sull'isola e di istigare alla rivolta gli schiavi presenti. Solo a questo punto Astioco, pressato dai suoi sottoposti, decise di attaccare, riuscendo a sorprendere e sconfiggere una flotta nemica nella battaglia di Syme. Poco dopo, anche Rodi aderì all'alleanza spartana.
Tali vittorie, tuttavia, non rafforzarono la coesione nel comando spartano: infatti, i rapporti tra Astioco e Alcibiade non erano buoni. Quest'ultimo presto iniziò ad avvicinarsi a Tissaferne, al quale consigliava di lesinare il più possibile gli aiuti a Sparta, in modo da prolungare ulteriormente la guerra, mentre al contempo si predisponeva la possibilità di essere richiamato in patria; gli spartani ebbero sentore di tali manovre e ordinarono ad Astioco di catturare Alcibiade, il quale si rifugiò dal suo nuovo alleato Tissaferne.

### Colpo di Stato ad Atene
La notizia della fuga di Alcibiade presso Tissaferne giunse ben presto ai comandanti ateniesi di stanza a Samo e agli oligarchi di Atene: costoro iniziarono a far circolare l'idea che i persiani avrebbero cambiato idea e scelto gli Ateniesi come alleati, se solo questi avessero mutato il regime istituzionale abolendo la democrazia. La maggior parte degli ufficiali della flotta ateniese accettò il piano e accolse con favore la prospettiva di una costituzione più limitata, che avrebbe garantito loro una maggiore influenza politica. I soldati, inizialmente riluttanti, furono convinti con la promessa che avrebbero ricevuto aumenti di stipendio con il denaro persiano. I cospiratori, quindi, inviarono Pisandro in missione ad Atene per negoziare il rientro di Alcibiade e predisporre la riforma costituzionale.
Frinico, comandante in capo delle forze ateniesi a Samo, tentò di opporsi ad Alcibiade. Rivelò segretamente ad Astioco il complotto di Alcibiade, ma costui non agì; all'arrivo di Pisandro ad Atene, dunque, l'assemblea depose Frinico e lo sostituì con lo stesso Pisandro e infine inviò dieci ambasciatori presso Tissaferne per negoziare gli accordi, mentre una forte flotta ateniese attaccava Rodi, riuscendo a sconfiggere le forze spartane stanziate. Al momento però Tissaferne rifiutò di impegnarsi direttamente in favore di Atene: rimase ad osservare e stipulò un nuovo trattato con Sparta..
Sul finire dell'anno, gli ateniesi ripresero l'offensiva riconquistando l'Eubea e respinsero un attacco spartano a Samo mentre Pisandro, coadiuvato da Antifonte di Ramnunte, preparava i programmi per il colpo di Stato; dopo alcuni tumulti a Samo e ad Atene, gli oligarchi riuscirono a convocare l'assemblea generale nel demo di Colono anziché nell'agorà: fu abolita la graphé paranomon, che consentiva a chiunque di denunciare chi avesse presentato all'assemblea una legge ritenuta illegale, e le indennità di magistratura; il corpo civico venne ristretto a cinquemila cittadini e il potere affidato a una boulé, composta da quattrocento cittadini scelti dai fileti, i magistrati a capo delle tribù.
Il nuovo governo, tuttavia, non era affatto popolare: fu costretto ad imporre la propria autorità con la forza. Inoltre, l'arrivo di ambasciatori spartani e la predisposizione di trattative con il re Agide II indebolì ulteriormente il già scarso prestigio del governo; infine, diversi ufficiali di stanza a Samo, tra cui Trasibulo sollevarono l'esercito e la flotta contro gli oligarchi, spingendo per la restaurazione della democrazia e tali istanze furono ben presto riprese anche da diversi esponenti moderati degli oligarchi, capeggiati da Teramene.
Frattanto i rapporti tra spartani e Tissaferne peggiorarono ulteriormente e con essi anche le condizioni della flotta: gli ateniesi se ne avvidero e si spinsero fino a Micale per dare battaglia, ma senza esito. Trasibulo, intanto, spinse l'assemblea dei soldati di Samo a votare per il rientro di Alcibiade, fatto che peggiorò ancora i rapporti tra spartani e persiani e spinse Tissaferne a ridurre i pagamenti alla flotta peloponnesiaca.
Non appena giunse a Samo, Alcibiade dovette affrontare le controversie tra i fautori della restaurazione democratica e coloro i quali desideravano comunque un compromesso con il governo oligarchico e, a stento, si riuscì a scongiurare uno spargimento di sangue: fu concordata la restaurazione della boulé dei cinquecento, il mantenimento del corpo civico a 5 000 cittadini e l'aumento degli stipendi dei soldati; ad Atene, la situazione degli oligarchi peggiorò con l'assassinio di Frinico e la pesante disfatta ateniese di Eretria che indusse la popolazione a rovesciare il regime dei quattrocento e ad istituire un consiglio dei cinquemila.

### Ellesponto

Il teatro di guerra dell'Ellesponto, odierno stretto dei Dardanelli.

Pochi mesi dopo, il governo democratico venne pienamente restaurato e si preparò a riaccogliere Alcibiade, il quale, tuttavia, preferì differire il suo rientro in città fino a quando avesse ottenuto un trionfo militare. Inviò gli strateghi Trasibulo e Trasillo nell'Ellesponto, posizione vantaggiosa sulla principale via di rifornimento alimentare di Atene, poi, dopo aver ottenuto una discreta quantità di danaro in Caria, equipaggiò altre triremi e mosse anche lui verso l'Ellesponto.
Le sorti della campagna sin da subito arrisero agli ateniesi: infatti, nel settembre del 411 a.C., a Cinossema, Trasibulo e Trasillo, sebbene in inferiorità numerica, ebbero la meglio sulla flotta congiunta spartano-siracusana e la costrinsero a ritirarsi nelle sue basi di Abido; rincuorati da questa prima vittoria, gli ateniesi si acquartierarono a Sesto, in modo da sorvegliare al meglio le mosse della flotta avversaria, il cui comandante, Mindaro, chiese rinforzi dalla Ionia. I rinforzi, però, furono bloccati poco prima di arrivare a destinazione e ciò indusse il comandante spartano a uscire con la sua flotta al completo. Gli ateniesi seguirono gli spartani e, presto, entrambe le flotte diedero battaglia nei pressi di Abido: agli inizi lo scontro fu equilibrato, ma le sorti della battaglia volsero a favore degli ateniesi; giunse allora Alcibiade con altre 18 triremi di rinforzo. Il comandante spartano, nel timore di perdere l'intera flotta, ordinò di trascinare le navi sulla spiaggia, ma dovette comunque lasciare oltre 30 navi nelle mani dell'avversario.
Dopo un breve intermezzo (in questo periodo Alcibiade fu arrestato da Tissaferne e solo a stento riuscì a fuggire dopo un mese di prigionia), nel corso del quale gli ateniesi ripresero il controllo di quasi tutte le città ribelli, le due flotte, nel 410 a.C., si scontrarono nuovamente nella battaglia di Cizico. Gli ateniesi, dopo aver segretamente concentrato l'intera flotta, approfittando delle condizioni atmosferiche avverse e dell'oscurità, si avvicinarono di nascosto alla flotta dei peloponnesiaci e lasciarono una piccola flottiglia, guidata da Alcibiade, in mare aperto come esca; la flotta peloponnesiaca, al completo, decise di uscire dal porto e fu accerchiata dai contingenti guidati da Trasibulo e Teramene. Ancora una volta sconfitti, gli spartani fecero spiaggiare le navi, ma gli ateniesi, guidati da Trasibulo, li raggiunsero; gli spartani inizialmente inflissero all'avversario forti perdite, ma l'arrivo di rinforzi permise agli ateniesi di avere la meglio.

Strategia ateniese nella battaglia: la "forza-esca" di Alcibiade guida la flotta spartana in mare aperto, voltandosi poi contro di lei. Gli squadroni di Trasibulo e Teramene si muovono dietro le navi spartane, tagliando loro la ritirata, in modo da intrappolare gli Spartani fra tre gruppi di navi ateniesi: una forza molto più grande di quella che gli Spartani si sarebbero inizialmente aspettati.

Con la sconfitta di Cizico, Sparta non soltanto perse l'intera squadra navale e gran parte degli equipaggi migliori (oltre al comandante stesso Mindaro), ma dovette rinunciare ai suoi tentativi di bloccare la rotta dell'Ellesponto; inviò un'ambasceria ad Atene per chiedere una tregua, ma gli ateniesi, galvanizzati dal successo, disposero la restaurazione completa delle istituzioni democratiche, rifiutarono ogni accordo e disposero l'invio di ulteriori rinforzi che proseguirono la campagna militare fino alla vittoria e alla conquista di Bisanzio.

### Ionia
Avendo Atene rifiutato le offerte di pace, Sparta, grazie ai contributi finanziari persiani, armò una seconda flotta di 70 triremi e la mise sotto il comando di Lisandro: costui veleggiò rapidamente fino ad Efeso, ove fece allestire altre 20 navi e riuscì a ottenere l'appoggio del nuovo satrapo persiano, Ciro, grazie al quale poté aumentare gli stipendi della flotta fino a superare il salario concesso da Atene e, in questo modo, fu in grado di attrarre i rematori più esperti, quelli che solitamente erano al servizio di Atene.
Alcibiade, allora, mosse con la sua flotta verso la Ionia allo scopo di scontrarsi con Lisandro, ma, non riuscendoci, decise di tenere con sé una piccola flotta per assistere il suo collega Trasibulo, impegnato nell'assedio di Focea, e di affidare il grosso della squadra navale, circa 80 triremi, al suo nocchiero, Antioco. Si trattava di una mossa anticonvenzionale, dal momento che una flotta di tali dimensioni solitamente era comandata da uno stratega o al limite da un trierarca. Antioco avrebbe avuto l'ordine da Alcibiade di non attaccare la flotta spartana per nessuna ragione, ma lo disattese; Lisandro, ben sapendo della partenza di Alcibiade, accettò lo scontro che si svolse nelle acque di Nozio. La flotta ateniese, disorganizzata e priva di un comandante abile, subì pesanti perdite e Alcibiade, temendo che i suoi concittadini lo potessero sottoporre a processo per via della pessima scelta di affidare la squadra navale a un semplice nocchiero, decise di fuggire.
La battaglia, sebbene non fosse particolarmente grave dal punto di vista tattico, ebbe con il tempo conseguenze disastrose per Atene: infatti, lanciò la carriera di Lisandro e gli diede sufficientemente prestigio da poter costituire, grazie ad una fitta rete di amicizie, gruppi di potere oligarchici nelle città della Ionia; inoltre, la caduta di Alcibiade indusse gli ateniesi a rimuovere i suoi colleghi, assai abili, Trasibulo e Teramene per sostituirli con un gruppo di dieci strateghi: Conone, Leonte, Archestrato (poi sostituito da Lisia), Aristocrate, Aristogene, Diomedonte, Erasinide, Pericle il Giovane, Protomaco e Trasillo.
L'anno seguente, 406 a.C., Lisandro, cessato il suo mandato, fu sostituito da Callicratida il quale, nonostante i tentativi di boicottaggio del suo predecessore Lisandro (che anelava a riassumere il comando), fu in grado di aumentare la flotta peloponnesiaca a 140 triremi, di ottenere un importante successo nella battaglia di Mitilene e di bloccare la rimanente flotta ateniese presso il porto di Mitilene. Atene, a questo punto, decise il tutto per tutto: furono fuse le statue d'oro e fu garantita la libertà e i pieni diritti agli schiavi e ai meteci che avessero servito nella flotta; nel giro di un mese, equipaggiate oltre 100 triremi, furono immediatamente inviate a soccorrere la flotta ateniese bloccata a Mitilene.
Callicratida, avendo avuto notizia dell'arrivo della flotta di soccorso, lasciò una parte della flotta a sorvegliare le forze ateniesi assediate a Mitilene e con la parte restante volse contro il grosso della forza ateniese. Le flotte si incontrarono presso le Isole Arginuse e presto si accese lo scontro: avendo equipaggi meno esperti di quelli spartani, gli ateniesi decisero di suddividere la flotta in 8 divisioni autonome (ciascuna per stratega) e la disposero su due file, al fine di impedire che gli avversari ricorressero alla manovra del diekplous. Assumendo l'iniziativa, gli ammiragli ateniesi estesero le linee di battaglia, aggirarono gli spartani e li misero a mal partito; nonostante i consigli dei sottoposti, Callicratida rifiutò la ritirata, divise la flotta in due tronconi e ordinò un contrattacco nel quale perì. Al termine dello scontro, gli ateniesi persero 25 navi su 150, gli spartani oltre 70 su 120.
La vittoria sarebbe potuta diventare risolutiva, ma i contrasti politici e l'esasperazione degli animi vanificarono il vantaggio acquisito. Gli strateghi vittoriosi vennero accusati di non aver prestato soccorso ai naufraghi e, giudicati davanti al tribunale popolare, vennero condannati a morte; il solo Socrate si oppose alla richiesta di condanna, rimanendo però inascoltato.
La pesante sconfitta, infine, riaccese, a Sparta, le voci di chi chiedeva una pace di compromesso con Atene: infatti, con la flotta, ancorata a Chio, in pessime condizioni molti spartani avevano perso la speranza di una vittoria navale risolutiva. I detrattori di Lisandro, temendo che potesse ritornare al comando della flotta, premevano a favore di un negoziato: finalmente, dopo aspre discussioni, il governo spartano offrì ad Atene la resa del forte di Decelea, il ritiro dall'Attica e il ripristino dello status quo ante bellum; l'assemblea ateniese, tuttavia, su raccomandazione di Cleofonte, rifiutò l'offerta.

### Battaglia di Egospotami
Essendo state rigettate le proposte di pace, Sparta, nel 405 a.C., decise di accogliere le richieste degli alleati (tra questi Ciro) e reintegrò Lisandro quale luogotenente dell'eforo Araco, il quale, poco esperto di tattica navale, altro non era che un paravento di Lisandro stesso (che non avrebbe potuto riassumere il comando diretto della flotta poiché la legge spartana impediva la reiterazione dei comandi navali): riottenuto l'appoggio finanziario e logistico di Ciro il giovane, gli spartani rafforzarono velocemente la flotta, mentre Lisandro, sfruttando la sua rete di conoscenze, fu in grado di esautorare il governo democratico e filo-ateniese di Mileto con uno oligarchico, vicino a Sparta.
Rafforzata la flotta e consolidate le sue posizioni in Ionia, Lisandro intraprese una campagna di sistematica conquista delle città e delle isole alleate di Atene, avendo cura di evitare i territori dell'Ellesponto, giacché era seguito dalla flotta ateniese di Samo. Per sviare l'avversario, volse la prua verso Atene, simulò un attacco a Egina e a Salamina e proseguì fino alla città di Lampsaco, nell'Ellesponto, che cadde nelle sue mani. Fu così troncata la principale via di rifornimento per Atene e gli ateniesi non poterono far altro che inviare la loro intera flotta di 180 triremi nei pressi del fiume Egospotami, il più vicino possibile a Lampsaco, in modo da controllare le mosse dell'avversario.
Dopo alcuni giorni di inattività (in cui la flotta ateniese cercò a più riprese di provocare Lisandro) scoppiò la battaglia, della quale esistono due resoconti. Diodoro Siculo riferisce che il generale ateniese che comandava durante il quinto giorno a Sesto, Filocle, uscì con 30 navi, ordinando agli altri di seguirlo.. Al riguardo, Donald Kagan ha commentato che la strategia ateniese, se questo resoconto è accurato, avrebbe dovuto essere quella di spingere i Peloponnesiaci ad attaccare per mezzo di una piccola flotta, per poi sorprenderli con una flotta più grande. Nello scontro il piccolo contingente fu immediatamente sconfitto, mentre il resto della flotta fu colto impreparato sulla spiaggia e ivi preso prigioniero. Il resoconto di Senofonte, invece, è lievemente diverso: egli riferisce che l'intera flotta uscì in mare aperto, come era solita fare, mentre Lisandro restava nelle sue posizioni; quando gli ateniesi tornarono al campo, si dispersero in cerca di cibo, allora Lisandro, senza colpo ferire, catturò le navi spiaggiate e fece prigionieri gran parte dei marinai.
In ogni caso, qualunque fosse la dinamica dello scontro, Atene perse l'intera flotta, eccetto 9 triremi, e con essa la possibilità di mantenere i rifornimenti navali; inoltre Lisandro poté spadroneggiare nell'Egeo e conquistò, praticamente senza colpo ferire, la gran parte delle isole e delle città che erano state alleate di Atene, ove sostituì i governi democratici con regimi di tipo oligarchico.

## Resa di Atene
Finalmente, dopo quasi un anno di assedio per terra e mare, nel marzo del 404 a.C., Atene, stremata e timorosa di rappresaglie, decise di arrendersi: gli ateniesi furono obbligati a consegnare la flotta (tranne 12 navi), a sciogliere la lega delio-attica, ad abbattere le Lunghe Mura, ad accettare al Pireo una guarnigione spartana, con a capo un Armosta, che aveva il compito di sorvegliare il rispetto degli accordi e di garantire la subordinazione della città alla politica estera di Sparta. Infine, gli spartani imposero ad Atene di richiamare gli esuli e di modificare le istituzioni in senso oligarchico; tale regime, presto, sotto la guida di Crizia, sarebbe divenuto noto come il governo dei Trenta Tiranni.

## Epilogo
Nel 1996, in una cerimonia a Sparta moderna i sindaci di Atene e Sparta hanno firmato, alla presenza del presidente della Grecia, un documento che concludeva ufficialmente la Guerra del Peloponneso. Benché il conflitto armato fosse terminato nel 404 a.C., non era infatti mai stato redatto e sottoscritto un vero e proprio trattato di pace.